# Iglesia de San Miguel (San Mamés de Zalima)
La iglesia del San Miguel es un templo de culto católico y estilo predominantemente románico situado en San Mamés de Zalima, perteneciente al municipio de Salinas de Pisuerga, provincia de Palencia, comunidad autónoma de Castilla y León, España.
Data del siglo XI con adiciones posteriores, se trata de la antigua iglesia monástica del Monasterio de San Miguel, convertida posteriormente en parroquial y hoy abandonada y ruinosa, se erige en el extremo oriental de la localidad.

## Historia
Ya a mediados del siglo XI, Fronilde Fernández, nieta de la condesa doña Ofresa, dona a Monasterio de Santa María la Real de Aguilar de Campoo el Monasterio de Sancti Michael de San Mamés, con sus ornamentos, objetos sagrados y pertenencias.
El 15 de enero de 1224, el Papa Honorio III en su bula laterense, nombra la iglesia de San Miguel entre las otorgadas al Monasterio de Santa María la Real.
También figura esta iglesia entre las donaciones hechas al Monasterio de Santa María la Real por Alfonso VIII, donaciones que fueron confirmadas por Fernando III en 1231.

## Descripción
Es templo de dos naves, ambas en excelente sillería arenisca, la norte fruto de una adición moderna (siglo XVII o XVIII) a la fábrica medieval. Dos contrafuertes que no alcanzan la cornisa refuerzan el muro sur de la nave inmediato a la cabecera, uno con remate en talud y el otro recto.
A los pies del edificio se alza una espadaña moderna, con dos vanos de medio punto para campanas y remate en frontón con el campanil y decoración de bolas. Una sencilla portada de arco de medio punto se abre en el muro sur de la nave, cuya cornisa apoya en una serie de canecillos con perfil de proa de nave, excepto uno de nácela. Deterioro de la techumbre por abandono. Permanece cerrada todo el año.